# Picadero de Paterna

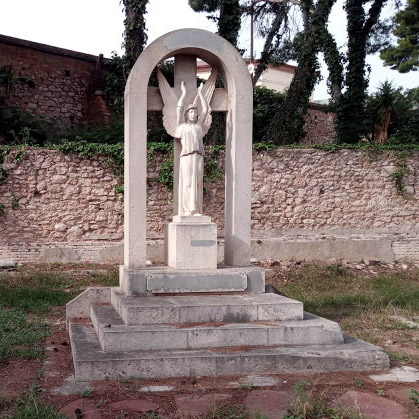
Monumento a las Víctimas en el Picadero de Paterna. Paterna. Valencia.

El Picadero del Cuartel de Infantería y Caballería, en Paterna (Valencia), conocido como el Picadero de Paterna, fue una instalación donde a partir de 1936 y sin apertura de causa, en una Valencia en la retaguardia y muy alejada del frente, fueron asesinados cientos de personas.
Al igual que la catedrática de la Universidad de Valencia Luisa María Frías Cañizares, muchos de los aquí asesinados fueron previamente encarcelados y torturados en las Checas de Valencia.